# Ruisseau de Galastre
Le ruisseau de Galastre est une  rivière du sud-ouest de la France, dans le département de la Lozère, en région Occitanie, affluent de la Truyère, donc sous-affluent de la Garonne par le Lot.

## Géographie
De 11,5 km de longueur, le ruisseau de Galastre prend sa source dans le département de la Lozère, commune du Malzieu-Forain, et se jette dans la Truyère en rive droite sur la commune du Malzieu-Ville.

### Départements et communes traversées
- Lozère : Le Malzieu-Forain, Le Malzieu-Ville.

### Organisme gestionnaire
AAPPMA De la Gaule Barabande 

## Principaux affluents
- Ruisseau de Moulinas : 2,1 km
- Ruisseau du Pas de l'Ane : 1,7 km
- Ruisseau de Charbonnel : 3,4 km

Donc le rang de Strahler est de deux.